# Saeculum obscurum
Saeculum obscurum (от латински: Тъмният век) е период от историята на Папството през първите две трети на X век, започвайки с възкачването на папа Сергий III през 904 г. и продължавайки шестдесет години до смъртта на папа Йоан XII през 964 г. През този период папите са били силно повлияни от мощен и най-вероятно корумпиран аристократичен род – Теофилакти и техните роднини.

## Периодизация
Saeculum obscurum е упоменат като термин и определен като период на папска неморалност за първи път от италианския кардинал и историк Цезар Бароний в неговите Annales ecclesiastici a Christo nato ad annum 1198 (от латински: Църковни летописи от рождението Христово до 1198 г.) през 16 век. Основният източник на Бароний за историята му от този период е съвременният писател тогава, епископ Лиутпранд Кремонски. Самият Бароний пише по време на Контрареформацията – период на повишена чувствителност към духовническата корупция. Това, как той характеризира папството от началото на 10 век, е увековечено всъщност от протестантски автори. Термините „порнокрация“ (на немски: Pornokratie, на гръцки: pornokratiā – „власт на проституиращите се“), хетерокрация („власт на любовниците“) и Властване на блудниците (на немски: Hurenregiment) са измислени от протестантски немски богослови през XIX век.
Историкът Уил Дюран посочва периода от 867 г. до 1049 г. като „дъното на папството“.

## Папите от 10 век
Аристократичният род на Теофилактите (графове на Тускулум) произхожда от римския сенатор Теофилакт I Тускулумски. Те заемат длъжности от висок ранг и значение в римската аристокрация като съдия, вестерарий (директор на Римската курия), Велик главнокомандващ на армията (gloriosissimus dux), консул и сенатор, и магистър милитум. Съпругата на Теофилакт I – Теодора I Тускулумска и дъщеря му Марозия са оказвали голямо влияние върху избора, кой да стане папа, както и върху религиозните дела в Рим чрез средства като напр. конспирации, афери и бракове.
Марозия става конкубина на папа Сергий III на 15 годишна възраст, а по-късно си намира други любовници и съпрузи. Тя прави възможно, синът ѝ Йоан да се възкачи на папския трон под името папа Йоан XI, пише хрониката Антиподосис (от гръцки: Възмездие; 958 – 962 г.) от Лиутпранд Кремонски (около 920 – 972 г.). Лиутпранд потвърждава, че Марозия е уредила убийството на своя бивш любовник папа Йоан X (който първоначално е бил номиниран за неговия пост като папа лично от Теодора) от ръцете на нейния тогавашен съпруг Гуидо Тоскански, вероятно за да осигури възможността за издигането на настоящия ѝ фаворит за папския трон – папа Лъв VI. Няма данни, които да доказват със сигурност, че папа Йоан X е починал преди Лео VI да бъде избран за папа, тъй като по това време Марозия била вкарала Йоан X в затвора и никой от публичното пространство не го е виждал.
През този период Теодора и Марозия са упражнявали голяма власт над папите. По-специално, в качеството им на политически управници на Рим, те са контролирали избора на нови папи. Много от твърденията за saeculum obscurum идват от хрониките на Лиутпранд – епископ на Кремона. Лиутпранд участва в Асамблеята на епископите, която сваля папа Йоан XII, и е политически враг на римската аристокрация и нейния контрол над папските избори. Линдзи Брук пише:
| „ | Трябва да бъдем особено предпазливи по отношение на писанията от Лиутпранд Кремонски, може би най-полемичният от хронистите от десети век, който е преследвал своя собствена мисия за популяризиране на възродената Западна Римска империя. ... Би било подвеждащо, всички, или дори повечето, от папите от тази епоха да бъдат представяни като светски и корумпирани. Оцелелите документи (и има очевиден недостиг) ясно показват, че много от тях са били компетентни управници и умели дипломати в трудни и опасни времена. Някои дори са били реформатори, които са се старали да изкоренят дискредитиращи практики като симонията. Други нареждат реконструкцията и реставрацията на църквите и дворците на Рим ... По-скоро начинът на избирането на много от тях и тяхната симбиотична връзка с римската аристокрация са довели определението на техния режим като порнокрация. | “ |

## Списък на папите по време наsaeculum obscurum
- Папа Сергий III (904 – 911 г.), предполагаем любовник на Марозия
- Папа Анастасий III (911 – 913 г.)
- Папа Ландон (913 – 914 г.)
- Папа Йоан X (914 – 928 г.), предполагаем любовник на Теодора (майката), вероятно убит от Марозия
- Папа Лъв VI (928 – 928 г.)
- Папа Стефан VII (928 – 931 г.)
- Папа Йоан XI (931 – 935 г.), син на Марозия, предполагаем син на папа Сергий III
- Папа Лъв VII (936 – 939 г.)
- Папа Стефан VIII (939 – 942 г.)
- Папа Марин II (942 – 946 г.)
- Папа Агапет II (946 – 955 г.)
- Папа Йоан XII (955 – 964 г.), внук на Марозия, от нейния син Алберик II Сполетски.

## Тускуланскотопапство, 1012 – 1059 г.
След няколко папи от рода Кресценти до 1012 г., родът на Теофилактите все още от време на време номинира свои синове за папи:
- Папа Бенедикт VIII, син на граф Григорий I Тускулански; (1012 – 1024 г.)
- Папа Йоан XIX, син на граф Григорий I Тускулански, (1024 – 1032 г.)
- Папа Бенедикт IX, син на граф Алберик III Тускулански, (1032 – 1044 г.; 1045 г.; 1047 – 48 г.)
- Антипапа Бенедикт X, син на Алберик III Тускулански (1058 – 59 г.); изгонен от Рим след краткотрайна война.

Папа Бенедикт IX стигна дотам, че продава папството на своя религиозен кръстник, папа Григорий VI (1045 – 46 г.). След това променя решението си, завладява Латеранския дворец и става папа за трети път през 1047 – 48 г.
Тускуланското папство окончателно приключва с избора на папа Николай II, който бил подпомогнат от Хилдебранд ди Соана срещу антипапа Бенедикт X. Хилдебранд по-късно сам е избран за папа Григорий VII през 1073 г. и въвежда григорианските реформи, укрепвайки силата и независимостта на папството.